# Lori tricolor
El lori tricolor o cotorra tricolor (Lorius lory) és una espècie d'ocell de la família dels psitàcids que habita la selva humida de Nova Guinea i les illes Raja Ampat.